# Нижнее Контозеро
Нижнее Контозеро — проточное озеро в муниципальном округе город Кировск Мурманской области, расположенное на юге Кольского полуострова, северо-западнее Канозера и северо-восточнее Колвицкого озера. По западному берегу проходит юго-восточная граница Колвицкого заказника. Озеро относится к бассейну Белого моря.
Площадь зеркала — 7,74 км². Высота над уровнем моря — 77,8 м. Длина озера составляет около 5,9 км при максимальной ширине 2 км в центральной части.
Имеет овальную форму, береговая линия слабо изрезана. Впадает несколько ручьёв и речка Кана. Вытекает протока, соединяющая водоём с рекой Чёрной, впадающей в Канозеро. Небольшой остров у восточного берега. У западного берега — надводные камни. Берега низкие, заболоченные. Чуть в отдалении на востоке — гряда холмов высотой до 134,9 м (гора Нижнее Контозеро). Берега покрыты заболоченным елово-сосновым лесом и болотной растительностью.
Код водного объекта в государственном водном реестре — 02020000211101000007067.